# Ruisseau de Varaignes
Le ruisseau de Varaignes (également appelé le Crochet ou le ruisseau de l'Étang d'Assat,) est un ruisseau français du département de la Dordogne, dans la région Nouvelle-Aquitaine, et un affluent du Bandiat, donc un sous-affluent de la Charente par la Tardoire et la Bonnieure.

## Géographie

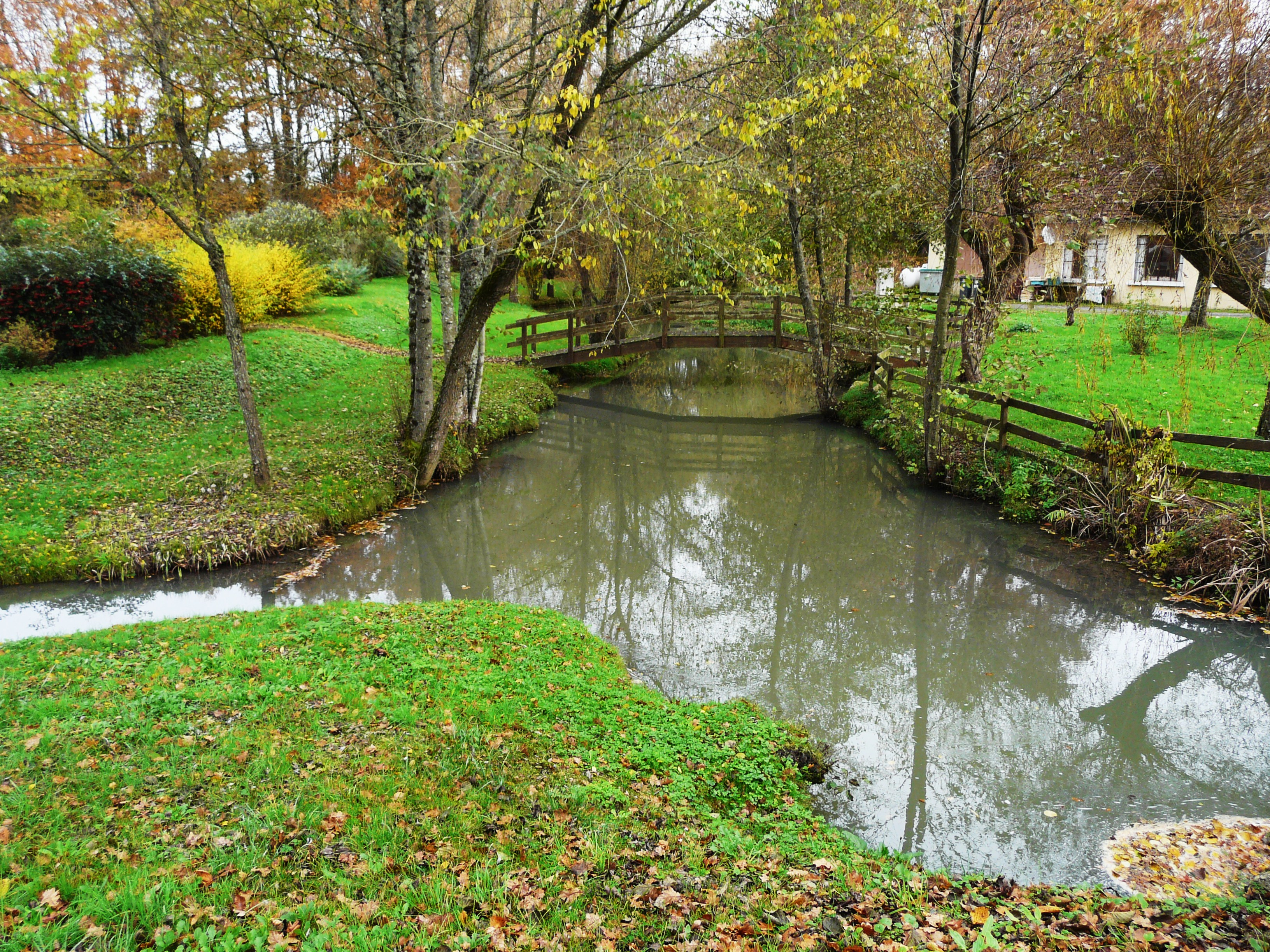
Le ruisseau de Varaignes
au pont de la route départementale 75

Le ruisseau de Varaignes (ou plus exactement le ruisseau de l'Étang d'Assat) prend sa source en Dordogne, à 259 mètres d'altitude, au nord la commune de Saint-Estèphe, quatre kilomètres et demi au nord du bourg, près du lieu-dit Puycharnaud..
Les trois premiers kilomètres de son cours sont une succession d'étangs.
Il reçoit ensuite en rive droite son seul affluent répertorié, le ruisseau du Pontet, long de 3,4 km, et prend alors le nom de ruisseau le Crochet. En arrivant sur Varaignes, il change encore de nom pour devenir le ruisseau de Varaignes.
Il conflue avec le Bandiat en rive droite, vers 115 mètres d'altitude, un kilomètre et demi au sud-ouest de Varaignes.
Sa longueur totale est de 13,5 km.

### Communes et cantons traversés
À l'intérieur du département de la Dordogne, le ruisseau de Varaignes arrose six communes réparties sur deux cantons dans le seul arrondissement de Nontron :
- Canton de Nontron : Saint-Estèphe (source), Teyjat
- Canton de Bussière-Badil : Bussière-Badil, Étouars, Soudat, Varaignes (confluence)

### Toponyme
Le Crochet, ou ruisseau de Varaignes, a pris le nom de Varaignes, la localité qu'il borde, proche de sa confluence.

## Affluents
Le Crochet a deux tronçons affluents référencés dont :
- Le Pontet (rd), 3,4 km[3], sur les deux communes de Bussière-Badil (source) et Soudat (confluence) avec deux affluents sans nom de 1,1 km et 1,2 km.

Son rang de Strahler est donc de trois.

## À voir
- Le château de Varaignes et son musée